# Percy Sledge
Pour les articles homonymes, voir Sledge.
Percy Sledge est un chanteur de soul afro-américain né le 25 novembre 1940 à Leighton, dans l'Alabama, et mort le 14 avril 2015 à Bâton-Rouge (Louisiane), connu pour des ballades déchirantes, et l’un des morceaux les plus connus de ce genre musical, When a Man Loves a Woman.

## Biographie

### Jeunesse
Percy Sledge, dont le père meurt alors qu'il n'a que deux mois, grandit à Leighton en Alabama. Alors qu'il ambitionne de devenir un joueur de baseball, il quitte tôt l'école pour effectuer de petits emplois saisonniers dans les champs avant d'être engagé comme aide-soignant par le Colbert County Hospital, hôpital de Sheffield,. Sledge commence à chanter à l'église, puis, à partir de quinze ans, pratique la musique durant son temps libre avec différents groupes locaux. En 1965, il est recruté par The Esquires, une formation de rhythm and blues interprétant des reprises,, notamment de la Tamla Motown.

### Carrière

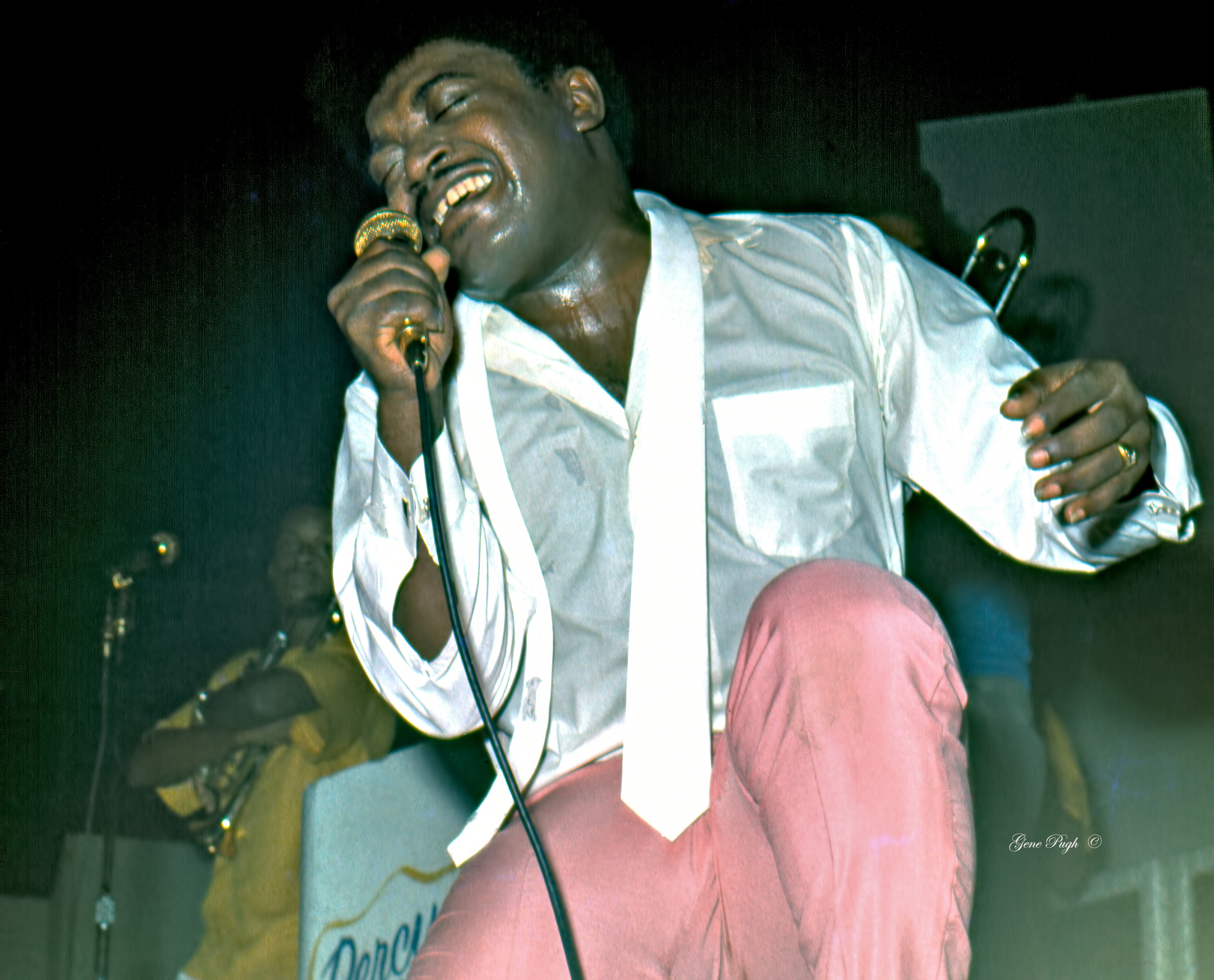
Percy Sledge sur scène en 1974.

Grâce à Quin Ivy (en), à qui il a été recommandé par un patient de l'hôpital de Sheffield qui l'a entendu chanter pendant qu'il travaillait, Percy Sledge enregistre When a Man Loves a Woman, alors qu'il vient de perdre et son emploi dans le bâtiment et sa petite amie, partie à Los Angeles alors qu'il n'a pas d'argent pour la suivre. Avec son chant déchirant, le single atteint en 1966 la 1re place du classement rhythm and blues et du Billboard Hot 100 et devient un morceau emblématique de la Southern soul,. À l'étranger, il se classe 4e du UK Singles Chart. Cependant la chanson est issue d'une improvisation en concert, sur une suite d'accords jouée par ses accompagnateurs : en reconnaissance, Percy Sledge leur en a cédé les droits, ce qu'il a qualifié plus tard de « plus mauvaise décision de [sa] vie ».
Durant les années 1960, Sledge enregistre quatre albums pour le label Atlantic Records. Il connaît de nouveau le succès avec des titres comme Warm and Tender Love et It Tears Me Up,, qui se classent dans le Top 10 des charts R&B. Sa chanson My Special Prayer entraîne un immense succès en Afrique du Sud dès 1969, où il devient un symbole de la lutte contre l'apartheid, avec deux disques qui en découlent, dont Percy Sledge in South Africa. Il rejoint Capricorn Records, label pour lequel il enregistre I'll Be Your Everything en 1974.
La popularité de Percy Sledge décline à partir des années 1970. Les tournées de plus en plus longues et lointaines (avec une moyenne de 100 concerts par année, notamment aux Pays-Bas, en Allemagne et en Afrique du Sud) affectent sa santé, et il doit y mettre un terme dès 1974.
Néanmoins, When a Man Loves a Woman est devenu un classique, utilisé au cinéma (Les Copains d'abord, The Crying Game, ou Pour l'amour d'une femme, dont le titre original anglais est celui de la chanson) et dans des spots publicitaires, dont une publicité pour Levi's 501. Le titre est réédité et se classe 2d du UK Singles Chart en 1987 après avoir été repris dans la bande-son du film Platoon, d'Oliver Stone. Il est classé par le magazine Rolling Stone 53e des 500 plus grandes chansons de tous les temps.
Le chanteur est invité dans des shows télévisés, dont Saturday Night Live, et se produit régulièrement sur scène jusque dans les années 1990. N'ayant enregistré aucun album depuis 1974, il retourne en studio en 1994 pour sortir l'album Blue Night, auquel participent des musiciens comme Steve Cropper et Mick Taylor. Le disque est nommé aux Grammy Awards et remporte un W. C. Handy Award,. Une compilation de ses succès est éditée par Rhino en 1998. Le neuvième et dernier album de Percy Sledge, Shining Through the Rain, sort en 2004. Comme Blue Night, il est produit par Saul Davis et Barry Goldberg.

## Vie privée
Percy Sledge s'est marié deux fois et révèle dans une interview en 2008 qu'entre ces deux mariages, il a eu douze enfants.
Il était reconnaissable à son sourire aux dents de devant écartées. Il était également reconnu pour sa gentillesse.
N'ayant pas déclaré tous ses revenus, il est condamné en 1994 à une amende et un rattrapage de 96 000 dollars, à cinq ans de probation et à une peine de six mois en maison de transition (en),.
Percy Sledge meurt le 14 avril 2015 dans sa maison de Bâton-Rouge en Louisiane. Son agent Steve Green déclare qu'il « se battait contre un cancer du foie depuis plus d'un an ».

## Récompenses
En 1989, la Rhythm and Blues Foundation lui décerne un prix pour l'ensemble de sa carrière (Career Achievement Award). Sledge est élu au Rock and Roll Hall of Fame en 2005.

## Style musical et influences
Dans sa jeunesse, Percy Sledge est influencé par des chanteurs de country comme Hank Williams, dont la musique est diffusée à la radio. Au cours de sa carrière il enregistre des titres de soul souvent signés par Spooner Oldham et Dan Penn (en). Le chanteur interprète également de la country soul et a notamment chanté avec Kris Kristofferson.

## Discographie

### Albums
- 1966 : When a Man Loves a Woman (Atlantic Records)
- 1966 : Warm and Tender Soul (Atlantic)
- 1967 : The Percy Sledge Way (Atlantic)
- 1968 : Take Time to Know Her (Atlantic)
- 1968 : The Best of Percy Sledge (Atlantic)
- 1970 : Percy Sledge in South Africa (Atlantic)
- 1974 : I'll Be Your Everything (Capricorn Records)
- 1983 : Percy! (Monument Records (en))
- 1994 : Blue Night (Point Blank Records)
- 2004 : Shining Through the Rain (Varèse Sarabande)